# Episodi de Il commissario Ricciardi (prima stagione)
La prima stagione della serie televisiva Il commissario Ricciardi, composta da 6 episodi, è stata trasmessa in prima visione e prima serata su Rai 1 dal 25 gennaio al 1º marzo 2021.
| nº | Titolo                 | Prima TV         |
| -- | ---------------------- | ---------------- |
| 1  | Il senso del dolore    | 25 gennaio 2021  |
| 2  | La condanna del sangue | 1º febbraio 2021 |
| 3  | Il posto di ognuno     | 8 febbraio 2021  |
| 4  | Il giorno dei morti    | 15 febbraio 2021 |
| 5  | Vipera                 | 22 febbraio 2021 |
| 6  | In fondo al tuo cuore  | 1º marzo 2021    |

## Il senso del dolore
Napoli, marzo 1931. Il commissario di polizia Luigi Alfredo Ricciardi, il quale possiede un terribile segreto ereditato dalla defunta madre che gli consente di vedere i fantasmi di morte violenta e sentire la loro ultima frase, viene chiamato per risolvere il caso della morte del grande tenore Arnaldo Vezzi, artista di fama mondiale e amico del Duce, trovato ucciso nel suo camerino al Real Teatro di San Carlo. Ricciardi sente il fantasma di Vezzi, che si stava preparando al ruolo di Canio per la rappresentazione di Pagliacci, pronunciare «Io sangue voglio, all'ira m'abbandono, in odio tutto l'amor mio finì».
Vezzi è morto per dissanguamento e presenta un'ecchimosi sullo zigomo sinistro e il colpo mortale pare inferto da un mancino, ma l'anatomopatologo Bruno Modo dubita che qualcuno possa aver impresso una tale forza su un pezzo di vetro preso dallo specchio rotto senza ferirsi, dato che sull'impugnatura non ci sono tracce di sangue. Il corpo è stato rinvenuto intorno alle 22, al termine della rappresentazione di Cavalleria rusticana, e quando il tenore è stato visto vivo l'ultima volta erano le 20; stranamente la porta del camerino era chiusa a chiave, mentre Vezzi la teneva sempre accostata.
Don Pierino, sacerdote appassionato di opere liriche che assiste agli spettacoli da dietro le quinte, racconta a Ricciardi di aver visto Vezzi, col costume di scena, rientrare in camerino alle 21. Dal personale del teatro, il commissario scopre che Vezzi aveva un carattere molto difficile, che era un donnaiolo che preferiva sedurre le donne già impegnate per il gusto di sottrarle ad altri e che aveva chiesto l'orario di un certo tram, cosa assai strana perché non faceva un passo senza il suo autista: questo tram è detto “Carrozza degli innamorati” perché le coppie lo prendono per andare in alcuni alberghi in riva al mare per avere intimità. Ricciardi incarica dunque il fedele brigadiere Raffaele Maione di ripercorrerne il tragitto.
Ricciardi incontra l'affascinante Livia Lucani, moglie del defunto, e l'accompagna da Bruno per il riconoscimento della salma. Prima di partire le chiede perché ha fatto annunciare il suo arrivo da Roma, dato che l'aveva intravista fuori dal San Carlo la sera dell'omicidio; lei risponde che era venuta perché a fine spettacolo voleva dire al marito che intendeva lasciarlo, ma quando vide la confusione creatasi cambiò idea e se ne andò. Gli racconta inoltre che era un soprano e si era esibita nei più importanti teatri del mondo, ma che, dopo aver conosciuto Vezzi, rinunciò alla sua carriera per stare accanto a lui; voleva lasciarlo da tempo, ma la paura dello scandalo l'aveva sempre trattenuta. I due avevano anche avuto un figlio, morto giovanissimo; accanto al marito, che non le dava amore, Livia si sentiva morire ogni giorno un po' di più.
Maione informa il commissario che durante il periodo natalizio la proprietaria della “Pensione Belvedere” aveva affittato spesso una stanza a Vezzi e una donna, la cui identità è ignota. Ricciardi è convinto che la sera dell'omicidio don Pierino non avesse visto Vezzi, ma l'assassino, che potrebbe aver sottratto gli abiti dall'armadio dopo aver ucciso il tenore, poi ripensandoci e lasciandoli nella stanza, rubando la chiave e scappando dalla finestra; non torna però il fatto che uno dei cuscini del divano sia rimasto perfettamente pulito, perciò sopra doveva esserci qualcosa che poi è stato fatto sparire. Ricciardi e Maione visitano il magazzino dei vestiti, dove il responsabile rivela di aver trovato un paio di scarpe infangate (saltando dalla finestra, l'assassino si sarebbe dovuto sporcare su una pozzanghera) da uomo, di numero grande. Ricciardi, che in un primo momento aveva sospettato di Livia, si scusa con la donna.
Don Pierino informa il commissario che Cavalleria rusticana e Pagliacci vengono spesso rappresentate insieme per via della loro brevità e del tema in comune, ossia la gelosia di un marito tradito dalla moglie, e che la frase da lui udita fa parte di Cavalleria rusticana ed è cantata dal personaggio di Alfio, interpretato dal promettente baritono Michele Nespoli. La sera stessa, Ricciardi torna al San Carlo con Maione e don Pierino, e arriva alla conclusione che Michele potrebbe aver ucciso Vezzi. Al termine dell'opera, Michele viene interrogato e afferma di aver ucciso Vezzi perché era una persona sgradevole e lo denigrava pesantemente, fino a fargli perdere la pazienza. Con l'arresto di Michele il caso sembra essere chiuso, tuttavia Bruno dice al commissario che i risultati dell'autopsia hanno rivelato che il pugno a Vezzi era stato sferrato quando era già morto. Ricciardi inizia così a dubitare della colpevolezza di Michele e crede che stia coprendo una donna, così chiede a Maione di andare dal suo informatore di fiducia, il pettegolo femminiello Bambinella: da lui, Maione scopre che Michele è fidanzato con Maddalena, una delle sarte del San Carlo, che è incinta. Ricciardi ha un'intuizione e capisce che l'assassino di Vezzi è Maddalena.
La ragazza racconta a Ricciardi che si è salvata dalla miseria grazie al talento per il cucito. Già fidanzata con Michele, quando conobbe Vezzi quest'ultimo la sedusse dicendole perfino che avrebbe lasciato sua moglie per stare con lei. Quando si accorse di essere incinta rifiutò la proposta di matrimonio di Michele e rincontrò Vezzi solo la sera della prima, poiché aveva smesso di cercarla. Quando gli disse che era incinta, Vezzi derise lei e Michele, che in quel momento si stava esibendo, e Maddalena capì quanto avesse sbagliato sul suo conto: a quel punto lo pugnalò alla gola con le forbici da lavoro, poi si sedette sul divano per guardarlo morire, lasciando immacolato il cuscino; quando aprì la porta si trovò di fronte proprio Michele, il quale per aiutarla ruppe lo specchio, ne infilò un pezzo nella gola di Vezzi e lo colpì al volto per simulare una ragione che potesse averlo fatto scontrare con lo specchio, poi indossò i suoi vestiti, scappò dalla finestra per liberarsi del camice e delle forbici e rientrò. Maddalena andò in magazzino per scambiare le scarpe sporche di Michele con un paio pulito e un nuovo camice per sé, anche se di taglia più grande. 
Ricciardi non vuole che il nascituro nasca in carcere col rischio da grande di finire nelle mani della malavita, così propone a Maddalena una soluzione: dato che la legge punisce i delitti d'onore con al massimo tre anni di carcere, lei dovrà sostenere che Michele l'ha salvata da una tentata violenza di Vezzi, che non l'ha detto subito perché è incinta e che il figlio che aspetta è di Michele. Ricciardi chiede a Livia di testimoniare in tribunale contro il marito in modo da aiutare Maddalena, Michele e il bambino, e dopo averci riflettuto lei accetta.
- Altri interpreti: Anna Lucia Pierro (Maddalena Esposito), Gennaro Canonico (Costanzo Campieri), Enzo Attanasio (Arnaldo Vezzi), Gennaro Maresca (Michele Nespoli), Francesco Formichetti (Stefano Bassi), Vincenzo Borrino (Giuseppe Lasio), Simona Volpe (Letteria Galante), Arduino Speranza (Francesco Maria Spinelli), Mauro De Fusco (Umberto), Antonio Masiello (Antonio Maione), Dominique Donnarumma (Benedetta Maione), Francesco Borragine (Giovanni Maione), Giuliana Ferola (Maria Maione), Adriana Serrapica (Susanna Colombo), Giorgio Zarra (Marco Caruso), Giuseppe Carosella (maggiordomo), Antonio Racca (Ardisio), Antonio Ruggieri (fotografo forense), Alessandro Marzano (fantasma del bambino sul balcone), Claudia Buongiovanni (soprano).
- Ascolti: telespettatori 5 951 000 - share 24,1%[3].

## La condanna del sangue
Aprile. La settantenne cartomante Carmela Calise viene uccisa nel suo appartamento al quartiere Sanità. La portinaia Nunzia spiega a Ricciardi che la mattina presto era salita per prendere sua figlia Antonietta, affetta da un grave ritardo mentale, che di tanto in tanto rimaneva a dormire dall'anziana in quanto lei era l'unica persona disposta a tenerla quando Nunzia lavora. Nell'appartamento il commissario trova Antonietta sconvolta e rannicchiata su un divano, mentre il cadavere della Calise giace a terra. Ricciardi sente il fantasma della donna pronunciare «’O Padreterno nun è mercante ca pava ’o sabbato!».
Sotto al divano viene trovata una scatola piena di cambiali: la Calise, infatti, dopo che l'artrite le impedì di continuare a cucire, iniziò a fare la cartomante con la complicità della portinaia che scopriva per lei informazioni sui clienti qualche giorno prima degli appuntamenti prefissati in modo da suggestionarli, e i guadagni consentirono alle due di avviare anche l'affare dell'usura. Nel frattempo Maione soccorre la bella e giovane madre Filomena, che è stata sfregiata in volto: la donna, come Maione scopre da Bambinella, viene ritenuta da molte persone una «puttana» per via della sua bellezza e del suo essere vedova, situazioni per le quali riceve spesso attenzioni indesiderate e sgradevoli, ma invece è una donna molto seria; stranamente, però, Filomena non intende sporgere denuncia.
La Calise è stata uccisa con un corpo contundente alla testa, ma sarebbe comunque morta entro qualche mese a causa di una brutta forma di tumore alle ossa. Maione convoca in Questura alcuni tra gli ultimi clienti della cartomante, tra i quali Enrica, dirimpettaia del commissario per la quale Ricciardi prova un timido sentimento, ricambiato, che per il momento si limita a uno scambio di sguardi attraverso le finestre: il loro primo incontro di persona è fonte di grande imbarazzo per entrambi, soprattutto per Enrica, che risponde alle domande poste da Maione in malo modo e se ne va appena può, pur pentendosene una volta tornata a casa. Maione viene invitato a cena da Filomena, alla quale confida che sua moglie Lucia non è ancora riuscita a superare il dolore per la morte del loro primogenito Luca, anch'egli poliziotto, ucciso da alcuni criminali due anni prima. 
In Questura si presenta la famiglia di Tonino, un pizzaiolo al quale la Calise aveva prestato del denaro e che si è suicidato: sua moglie Concetta consegna la cambiale imbrattata di sangue che il marito era andata a recuperare la notte in cui la Calise venne uccisa, trovandola già morta. Prima di andarsene, la madre di Tonino ripete la stessa frase che Ricciardi aveva udito dal fantasma della cartomante, così il commissario ne chiede il significato a Maione: si tratta di un antico proverbio che vuol dire «Dio non è un mercante che paga il sabato», ovvero che se fai qualcosa Dio ti punisce o ti premia quando lo decide lui, non c'è una scadenza precisa come nei debiti degli uomini. L'ultima cliente a essere interrogata è Emma, moglie dell'avvocato Ruggero Serra di Arpaja: la donna è andata dalla Calise moltissime volte nell'ultimo anno, ma né lei né il marito si mostrano collaborativi. Nel frattempo Filomena viene importunata da un conoscente, che però la lascia perdere dopo che lei gli mostra la cicatrice che ha sul viso.
Maione scopre dal portiere dei Serra di Arpaja due cose molto importanti: la prima è che Emma ha una relazione extraconiugale, nota a tutti, con l'attore di teatro Attilio, e che negli ultimi giorni ha smesso di andare a vedere gli spettacoli interpretati dall'amante; la seconda è che l'informatrice della Calise riguardo ai Serra di Arpaja era la loro domestica Teresa, della quale la Calise è zia da parte di madre. Teresa mostra a Ricciardi e Maione le scarpe sporche di sangue dell'avvocato, poi rivela di aver incontrato sua zia molti anni dopo che se n'era andata dal loro paese d'origine, che le raccontò tutto della sua attività e che in cambio del suo aiuto le passava un po' di soldi. Una volta Ruggero, che era a conoscenza del tradimento della moglie ma faceva sempre finta di non sapere niente, rientrò tardi e con le scarpe sporche di sangue, e impose alla domestica di non farne parola con nessuno.
Maione torna a trovare Filomena la quale, facendosi promettere di non rivelarlo ad altri, gli racconta cosa sia realmente successo: a ferirla al viso è stato suo figlio Gaetano, su sua richiesta. Lei non è mai stata libera, nemmeno quando era sposata, perché c'era sempre qualcuno che provava a molestarla e a rovinarle la reputazione; sopraffatta da tutto questo, dopo essersi ricordata che un tempo una volpe finita in una trappola di suo padre si strappò una zampa pur di tornare in libertà, decise di fare altrettanto e chiese al figlio di ferirla, perché «una donna sfregiata non la vuole nessuno». Tornato a casa, Maione trova la moglie finalmente cambiata e di nuovo sorridente.
Emma rivela al commissario che qualche tempo prima litigò col marito perché voleva lasciarlo e gli disse che era incinta di Attilio, l'unica cosa che la cartomante non aveva saputo prevedere: fu la Calise a spingerla verso Attilio, con cui sarebbe dovuta scappare, ma proprio quando le parlò della gravidanza le disse che non lo doveva più rivedere. Ricciardi e Maione incontrano Attilio a teatro, dove la sera stessa si terrà l'ultima replica del suo spettacolo: egli rivela che Ruggero gli aveva offerto dei soldi per sparire, e che al termine della replica partirà insieme a Emma. Il commissario decide quindi di assistere personalmente allo spettacolo, a cui presenzieranno anche Emma e Ruggero, e ordina a Maione di far preparare una squadra di agenti in borghese; inoltre, dopo aver avuto un'intuizione, decide di portare con sé Antonietta. Non appena Attilio entra in scena, la giovane si mette a gridare più volte la frase detta dalla Calise: Attilio si getta tra la folla ma viene prontamente arrestato dalla squadra di agenti presenti tra il pubblico e condotto in Questura.
Attilio racconta che quando era piccolo sua madre lo mise in un istituto per poter lavorare, programmando la sua vita e dicendogli che non si doveva sapere che era suo figlio, infatti per questo lui andava a trovarla solo di sera. Fu sempre lei a spingere Emma tra le sue braccia con lo scopo di sottrarle denaro, ma la sera in cui l'amante gli disse che non potevano più vedersi, Attilio andò a trovare sua madre per chiederle spiegazioni: non vide però la donna buona che credeva, ma una «vecchia strega» che gli disse di lasciar crescere il bambino di Emma dalla sua ricca famiglia e fargli avere una bella vita, mentre loro non se la potevano rovinare, perché Emma ha un cognome importante e data la sua gravidanza è diventata intoccabile. Preso dall'ira gettò via la scatola con le cambiali, e mentre la madre le stava raccogliendo la colpì mortalmente alla testa con una statuetta, il tutto mentre Antonietta li stava guardando. Attilio, evidentemente disturbato, afferma di aver cacciato la «vecchia strega» da sua madre aprendole la testa, e che quando lei tornerà tutto si metterà a posto, perché lei è sangue del suo sangue.
Ruggero ringrazia Ricciardi per il lavoro svolto e per non essersi lasciato influenzare da nessuno, nemmeno da lui, spiegandogli che quando era andato dalla Calise l'aveva trovata già morta e s'era impaurito; quella sera a teatro si era portato una pistola con cui si sarebbe tolto la vita se Emma, che ha finalmente capito di essersi lasciata ingannare, gli avesse detto che preferiva stare con l'amante piuttosto che con lui, ma che ora ha capito che spetta solo a lui riprendere in mano la sua vita e il suo matrimonio.
Tornato a casa, Ricciardi si affaccia dalla finestra e incrocia lo sguardo con Enrica: si sorridono a vicenda lasciandosi alle spalle la piccola discussione avuta in Questura. Intanto Livia, su suggerimento di un'amica, decide di prendersi un periodo di vacanza e sceglie di tornare a Napoli soprattutto per stare accanto a Ricciardi, del quale ormai si è innamorata.
- Altri interpreti: Chiara Conti (Marta Ricciardi), Maria Basile (Carmela Calise), Irene Maiorino (Filomena Russo), Marcella Granito (Concetta Iodice), Roberto Caccioppoli (Attilio Romor), Raffaella Anzalone (Emma Serra di Arpaja), Mario Di Fonzo (Tonino Iodice), Concetta Marrocoli (madre di Tonino), Valerio Santoro (Ruggero Serra di Arpaja), Giovanna Landolfi (Teresa Scognamiglio), Daria D'Antonio (Nunzia Petrone), Greta Esposito (Antonietta), Dodo Gagliarde (capocomico), Giovanni Pascale (Giuseppe), Umberto Scognamiglio (Passarelli), Marco Pezzella (cliente della pizzeria), Luis Marano (Luigi Costanzo), Antonio Ciorfito (Gaetano), Ciro Martire (figlio di Tonino), Mattia Giuseppe Bellucci (Ricciardi a 8 anni), Antonio Masiello (Antonio Maione), Dominique Donnarumma (Benedetta Maione), Francesco Borragine (Giovanni Maione), Matteo Cianciola (Luca Maione), Francesca Della Ragione (Ester), Antonio Racca (Ardisio), Antonio Ruggieri (fotografo forense), Cinzia Clemente (Vincenza).
- Ascolti: telespettatori 5 685 000 – share 23,5%[4].

## Il posto di ognuno
Agosto. La spregiudicata duchessa Adriana Musso di Camparino viene uccisa nel proprio alloggio. La governante Concetta, colei che ha trovato la duchessa morta, spiega che la sera, prima di andare a dormire, chiude sempre il cancello davanti alla porta con una catena anche se la duchessa non è ancora tornata, dato che le chiavi le hanno solo loro due. Non ci sono uscite alternative che l'assassino avrebbe potuto prendere per fuggire. Ricciardi sente il fantasma della donna pronunciare «L'anello l'anello, hai tolto l'anello».
Adriana è stata uccisa da uno sparo in fronte con una Beretta 7,65 il cui rumore è stato attutito da un cuscino posto sopra il suo volto. Il vicequestore Angelo Garzo informa il commissario che la duchessa intratteneva una relazione extraconiugale con un noto giornalista, Mario. Durante una festa celebrata a teatro la sera prima dell'omicidio, Garzo e gli altri ospiti videro Mario litigare con Adriana, che si stava vedendo con un altro dei suoi numerosi amanti: dopo averla insultata, le sfilò dalla mano sinistra un anello che le aveva regalato e le diede uno schiaffo, poi se ne andò senza più tornare; la duchessa, come sempre, mostrò indifferenza e, anzi, parve piuttosto divertita. Poco dopo in Questura si presenta Livia, annunciando la sua intenzione di prendersi una vacanza e, confidandosi con Ricciardi, gli rivela di aver superato il lutto del figlio (fino ad allora, per il dolore non riusciva a guardare gli altri bambini) e di sentirsi più libera a Napoli, dove non viene riconosciuta, che a Roma.
Maione dice a Ricciardi che lo sparo non è stato sentito dagli altri ospiti perché la festa è andata avanti fino a notte fonda; i duchi vivevano praticamente come estranei, e Adriana, che era l'infermiera della duchessa Virginia, ne occupò il posto dopo la sua morte. Bruno spiega a Ricciardi e Maione che la vittima presenta due fratture, al lobo frontale e occipitale, e che suo il cuore batteva ancora quando è stata colpita: evidentemente l'assassino voleva avere la sicurezza che Adriana fosse morta; inoltre la duchessa indossava un altro anello, oltre a quello strappatole la sera della festa da Mario, sottrattole dopo la sua morte. Nel frattempo, Livia viene sorpresa in casa da un uomo che si presenta semplicemente come Falco, il quale afferma di essere stato inviato dalla sua amica Edda Ciano per offrirle protezione, e che in seguito le rivelerà che il commissario è sotto osservazione.
Ricciardi e Maione incontrano Ettore, figlio che il duca Matteo ha avuto dalla prima moglie Virginia e che abita all'ultimo piano dello stabile, il quale si mostra molto contento della morte della matrigna, che odiava per la sua falsità e promiscuità; l'uomo si rifiuta di dire dove fosse la notte dell'omicidio. L'anziano e malato duca Matteo spiega di essere morto interiormente dopo la scomparsa dell'amata prima moglie, e che si risposò con Adriana pur consapevole del fatto che lei puntasse esclusivamente al suo status sociale e al denaro; rivela anche di averle donato un anello che la donna indossò al dito medio (l'anello sottrattole dopo la morte), che vuole sia restituito a Ettore.
Enrica viene invitata a pranzo da Sebastiano, un ragazzo con cui sua madre spera di vederla sistemata. Al ristorante, la ragazza è infastidita alla vista di Ricciardi e Livia, e nell'andarsene alza la voce facendosi notare dai due, cercando di suscitare la gelosia del commissario.
Ricciardi e Maione interrogano Mario, il quale ammette che, dopo aver litigato con Adriana, se ne andò da solo per bere al lungomare; non vuole però dire se possiede una pistola. Durante una passeggiata notturna, il commissario scorge Ettore mentre si scambia effusioni con Achille Pivani, funzionario del Partito. Maione scopre da Bambinella che Adriana e Mario intrattenevano una relazione segreta da sei anni, e per saperne di più lo indirizza da una sua conoscente, la prostituta Juliette: ella spiega che quando era a servizio dai Capece stava molto bene ed era affezionatissima ai due figli, Andrea e Giovanna; l'ultima volta che andò a visitarli, due anni prima, quando trovò la casa immersa in un'atmosfera mortifera, stranamente la signora Sofia, anziché farla entrare in cucina come al solito, la fece accomodare in salotto e si mise a parlare del passato, con uno sguardo assente e vuoto; inoltre i Capece posseggono una pistola custodita in una cassaforte, la cui chiave ce l'ha solo Mario.
Ricciardi viene invitato a cena da Livia, la quale esprime il desiderio di stabilirsi definitivamente a Napoli e canta Era de maggio. Sulla via del ritorno con Livia, Ricciardi viene non troppo velatamente minacciato da quattro squadristi (già incontrati prima di un breve colloquio con Achille), ma li induce ad andarsene dopo aver ripetuto le parole udite dal fantasma di un povero mutilato che era stato ucciso da loro. Livia saluta il commissario con un bacio sulle labbra.
Ricciardi e Maione si recano presso l'abitazione dei Capece: Sofia sostiene che la notte dell'omicidio si trovavano tutti a casa, ma il figlio maggiore Andrea afferma che stava dormendo e non sa se è vero, mostrando un certo fastidio verso il padre. Mario apre la cassaforte per mostrare la sua pistola, ma l'arma è sparita. Ricciardi torna da Achille (che, venuto a conoscenza dello scontro con gli squadristi, gli assicura che non capiterà più) e gli intima di rivelargli dove stava la notte del delitto, se vuole evitare il processo: allora Achille ammette di avere una relazione omosessuale con Ettore e che quest'ultimo, pur di non rovinare la reputazione dell'amante, è disposto ad andare in carcere. Il commissario gli promette che se verrà trovato il colpevole nessuno saprà di questa storia. Achille rivela che la notte dell'omicidio il giovane Andrea è stato visto mentre usciva di casa con un involto di giornale, presumibilmente riposto in uno scantinato dietro casa poiché è tornato indietro a mani vuote; Maione perquisisce lo scantinato e trova nell'incarto la pistola scomparsa. Andrea ammette di aver nascosto la pistola per proteggere sua madre, che ha commesso l'omicidio per il dolore del tradimento del marito.
Sofia confessa: le provò tutte per riconquistare il marito, ma lui era totalmente preso dall'amante. Quando Mario scoprì che Adriana lo stava tradendo con un altro, fece una scenata e le strappò l'anello, che in realtà era proprio di Sofia e che le era stato regalato dal marito quando nacque il primogenito Andrea; Sofia sa tutto questo perché era presente anche lei a teatro, nascosta dietro il guardaroba. Poco dopo, Adriana e l'amante andarono a cena in pubblico: questo avrebbe reso Mario uno zimbello, perciò Sofia decise di fare qualcosa per impedirlo e prese la pistola con l'intento solo di spaventare la duchessa, ma quando la vide stramazzata sul divano col cuscino sopra al viso, convinta che fosse talmente ubriaca da non riuscire neanche ad arrivare al letto, non ci vide più dalla rabbia e le sparò. Ricciardi si confida con don Pierino, pregandolo di stare vicino a Mario e ai figli.
Enrica dice a sua madre di non voler più vedere Sebastiano dato che è innamorata di un altro. Maione si scusa con Lucia per averla trascurata per un po', perché geloso per via di un complimento che la moglie aveva rivolto al fruttivendolo Ciro. Ettore ringrazia Ricciardi per la sensibilità dimostrata e ammette che, dopo aver visto Adriana morta e aver fatto uscire tutti, le strappò via l'anello di sua madre con tutta la forza che aveva, perché non poteva sopportare di vedere la matrigna indossare quel gioiello.
Durante una messa di don Pierino in cui il prete fa delle allegorie con le catene, Ricciardi ha un'intuizione e corre subito a Palazzo Camparino, scoprendo che uno degli anelli della catena del portone della duchessa è modificato, e interroga Giuseppe, il portiere dello stabile. L'uomo ammette che, infastidito dallo spreco che si faceva in quella casa, quando era vuota di tanto in tanto prendeva qualcosa dalla dispensa per la sua famiglia; una sera la duchessa lo scoprì e lo cacciò, e lui si disperò pensando alla miseria cui la sua famiglia sarebbe andata incontro. Dopo che Adriana chiuse la catena, lui aspettò un attimo e tolse l'anello del meccanismo; appena lo vide, la donna lo guardò con odio, quindi Giuseppe prese un cuscino e lo premette con forza contro il suo viso, fino a che smise di dimenarsi. Dopo essere sceso per mettere a letto il figlio, che lo aveva chiamato, tornò indietro per chiudere silenziosamente il portone; durante la sua breve assenza era passata Sofia, che aveva ucciso la duchessa con la pistola. Giuseppe chiede di poter salutare i suoi figli prima di essere portato in galera, ma Ricciardi afferma che in questa storia ci sono già due figli, cioè Andrea e Giovanna, che stanno pagando per colpe che non hanno commesso, e che il loro sacrificio basta per tutti: i suoi figli hanno bisogno di lui e vengono prima della giustizia, tuttavia lo avverte che non avrà una seconda occasione.
Ricciardi, dopo aver saputo dalla sua governante Rosa che Enrica ha rifiutato il fidanzamento voluto dalla madre, decide di scriverle una lettera d'amore.
- Altri interpreti: Chiara Conti (Marta Ricciardi), Luca Saccoia (Mario Capece), Vittorio Nastri (?), Tiziana Tirrito (Concetta Sivo), Raffaele Parisi (Sebastiano Fiore), Vittorio Ciorcalo (Matteo Musso di Camparino), Pasqualina Sanna (Adriana Musso di Camparino), Marco Esposito (Mastrogiacomo), Luigi Credendino (Giuseppe Sciarra), Rossana Ferrara (Sofia Capece), Maria Francesca Duilio (Mariuccia Sciarra), Raffaella Cesaro (Lisetta Sciarra), Gennaro De Simone (Totonno Sciarra), Alberto Tesoro (Luciano Fiore), Consuelo Pane (Rossana Fiore), Fernando Lo Pio (Ciruzzo), Angela Maria Balzano (Giovanna Capece), Domenico Cuomo (Andrea Capece), Ramona Tripodi (Gilda / Juliette), Loredana Di Martino (cliente della cappelleria), Mara Spinelli (pettinatrice), Daniele Marino (Ettore Musso di Camparino), Mattia Giuseppe Bellucci (Ricciardi a 8 anni), Francesco Bellone (Ricciardi a 15 anni), Roberta Frascati (moglie di Garzo), Giuseppe Lanino (Achille Pivani), Antonio Racca (Ardisio), Antonio Ruggieri (fotografo forense), Salvatore Lippolis (squadrista), Antonio Russo (squadrista), Giuseppe Ucciero (squadrista), Grazia Mastrapasqua (portinaia).
- Ascolti: telespettatori 5 521 000 – share 22,9%[5].

## Il giorno dei morti
Ottobre. Mentre la città si appresta a celebrare il giorno dei morti, al Tondo di Capodimonte viene trovato il corpo di un bambino, Matteo (da tutti chiamato Tettè per via della sua balbuzie), uno dei tanti scugnizzi che vivono di espedienti nei vicoli. A prima vista Matteo sembra morto di stenti, ma Ricciardi non ne è convinto e ordina un esame necroscopico. Inoltre il delitto deve essere avvenuto altrove perché, diversamente dal solito, il commissario non riesce a percepire il fantasma della vittima sul luogo del ritrovamento.
Il vicequestore Garzo, ritenendo il caso della morte del bambino una cosa da niente, oltre al fatto che la città è in preparazione per l'imminente visita del Duce, solleva Ricciardi da ulteriori indagini; questi però, grazie all'aiuto di Livia, incaricata di preparare il ricevimento proprio per il Duce, con uno stratagemma si fa dare un permesso di ferie per proseguire da solo l'indagine.
Don Antonio Mansi, prete di una parrocchia che ospita gli orfani di quartiere in un ambiente dietro la canonica, è convinto che il bambino trovato sia Matteo perché fino a due giorni prima si presentava sempre. Ricciardi e Maione accompagnano il prete in ospedale, dove Bruno ha accertato che la causa di morte di Matteo è l'avvelenamento (forse tramite veleno per topi), che gli ha provocato convulsioni e una morte lenta e molto dolorosa, che però è avvenuta in maniera accidentale dato che non ci sono segni di forzatura, quindi Matteo ha ingerito volontariamente il veleno. Don Antonio mostra a Ricciardi il luogo nel quale vengono ospitati i bambini e gli presenta Cristiano, l'unico amico che Matteo aveva, oltre a un affezionato cagnolino. Cristiano racconta al commissario che l'amico era vittima di crudeli maltrattamenti da parte degli altri bambini, i quali tra l'altro rubavano a Matteo tutti i regali che riceveva da una delle benefattrici; inoltre, Matteo era anche colui che più volte veniva messo in punizione in uno stanzino freddo e sporco per colpe che lui non commetteva, ma che gli altri bambini facevano ricadere su di lui. Cristiano porta Ricciardi a un deposito di alimentari dove ogni tanto lui e gli altri compagni prendono qualcosa; Vincenzo, il proprietario, conferma al commissario di acquistare regolarmente del veleno per topi per preservare la merce.
Livia chiede a Falco (agente dell'OVRA, la polizia segreta fascista) di cercare informazioni su Ricciardi, e lui le consegna temporaneamente una scheda con le informazioni sul commissario. 
Conversando con una delle dame di carità, il commissario viene a sapere che la signora Carmen Fago di San Marcello, molto legata a Matteo, non è venuta all'appuntamento di giovedì in parrocchia a causa del dolore provato. Ricciardi scopre che Matteo faceva l'apprendista presso un commerciante e chiede a Maione di indagare sull'identità dell'uomo, oltre a scoprire qualcosa di più anche su don Antonio. Don Pierino confida a Ricciardi che don Antonio, pur amministrando benissimo la sua parrocchia, invia la maggior parte del denaro ricevuto in beneficenza direttamente alla Curia in modo da mettersi in lustro con i potenti, e che per questo dovrebbe stare attento con lui (tra l'altro don Antonio, rimasto scandalizzato dall'autopsia eseguita sul cadavere di Matteo su richiesta di Ricciardi stesso, ha fatto rapporto alla Curia). Dopo aver parlato con Cosimo, il commerciante presso cui Matteo lavorava ma che in realtà lo costringeva a derubare le clienti durante i loro acquisti, Maione visita Bambinella: quest'ultimo racconta che un suo amico aveva notato il bambino in compagnia di un uomo zoppo ed elegante. Bambinella è molto toccato da questa vicenda poiché egli stesso fu un bambino orfano, abbandonato per strada, senza nessuno a cui importasse della sua sorte.
Ricciardi si reca al funerale di Matteo e conosce Carmen: la donna gli spiega che, essendo sterile, si era affezionata moltissimo a Matteo, ritenendolo il figlio che non ha mai potuto avere. Il commissario la informa che sul corpo del bambino sono stati trovati numerosi segni di percosse e bruciature. Ricciardi viene anche a sapere dall'ambiguo sagrestano Nanni che due settimane prima venne un uomo zoppo ed elegante che voleva parlare con Matteo, e che in cambio gli diede dei soldi; questo è successo tre o quattro volte, lui accompagnava il bambino fuori dalla chiesa e l'uomo misterioso lo portava via. Maione legge una commovente lettera del defunto figlio Luca; il figlio Giovanni, che spera anch'egli di diventare poliziotto, propone al padre di andare con tutta la famiglia a visitare la tomba di Luca.
Ricciardi si reca a casa di Carmen, e lei conferma che l'uomo con cui Matteo si incontrava è Edoardo, il fratellastro di suo marito, alla continua ricerca di denaro per saldare i suoi debiti. Carmen si era sempre rifiutata di concedergli prestiti, e crede che Edoardo, il quale le disse che gliel'avrebbe fatta pagare, abbia ucciso Matteo per vendicarsi, impedirle di adottarlo e mantenere intatta la sua parte di eredità. Ricciardi, dopo aver salvato Edoardo da un'aggressione, gli svela di essere a conoscenza degli incontri segreti con Matteo: l'uomo spiega di essere un reduce di guerra (infatti la gamba destra si azzoppò al fronte), che è pieno di debiti con gli strozzini e che nella vita ha commesso molti sbagli, ma che non farebbe mai del male a un bambino. Edoardo ammette di essersi avvicinato a Matteo perché qualche tempo prima era entrato in possesso di alcune lettere compromettenti che la cognata si scambiava con il medico che aveva in cura il suo fratellastro; questa relazione extraconiugale durava da anni, e contando sul fatto che non fosse ancora finita seguì la cognata per coglierla sul fatto, così da poterla ricattare. Durante i pedinamenti notò che Carmen s'incontrava spesso con Matteo e, ritenendo che il bambino fosse nato da questa relazione segreta, pagò il sagrestano per poter parlare con il bambino e ottenere ulteriori informazioni contro Carmen.
Falco incontra Garzo e "consiglia" di sorvegliare le conoscenze di Ricciardi, soprattutto Bruno, dichiaratamente antifascista. Il commissario, preda di una terribile febbre e tormentato dalle visioni di fantasmi del passato (oltre che di quelli delle sue recenti indagini), sviene in mezzo alla Piazza del Plebiscito durante un violento temporale: Livia lo soccorre, lo porta a casa sua e, dopo aver iniziato a baciarlo, trascorre con lui una notte d'amore. Quando la mattina seguente Livia si sveglia, scopre che il commissario se n'è già andato.
Arriva il 2 novembre. Ricciardi giunge al cimitero, dove informa Carmen del suo incontro con Edoardo. La donna afferma che la storia delle lettere compromettenti non le interessa più e di aver avuto una storia d'amore con il medico di suo marito, anch'egli era sposato e infelice, che fu una storia bellissima ma che è terminata già da molti anni; l'unica cosa di cui è amaramente pentita è di non aver adottato Matteo. Carmen offre un passaggio in automobile a Ricciardi, ma non appena il commissario vi si siede vede e sente il fantasma di Matteo sul sedile posteriore pronunciare «Ti voglio bene, sai, mamma: tu sei il mio angelo. Grazie per i biscotti». Ricciardi ripete sconcertato la frase a Carmen, e lei ammette finalmente di essere la madre naturale del bambino, di averlo partorito lontano da tutto e da tutti, e di averlo chiamato Matteo, lo stesso nome del suo ex amante: affidò Matteo a un contadino, e quando quest'ultimo morì, lo portò da don Antonio, perché se lo avesse tenuto la famiglia di suo marito l'avrebbe estromessa da tutto, lei sarebbe rimasta sola, con un figlio e senza soldi; inoltre, suo cognato la stava pressando con richieste e minacce, e temeva che presto la verità sarebbe venuta a galla. Carmen sentì di non avere scampo, e allora pensò di far scegliere al destino, quindi preparò quattro biscotti, due avvelenati e due no: se Matteo avesse scelto quelli sani, avrebbero lottato per stare insieme tutta la vita; purtroppo, il bambino prese quelli avvelenati e morì. Carmen, presa da un attacco di isteria, inizia a gridare contro Ricciardi chiamandolo «diavolo» e perde il controllo del veicolo, che finisce per schiantarsi: Carmen muore sul colpo, mentre Ricciardi riporta una grave ferita alla testa.
All'ospedale giungono, oltre a Maione che ha soccorso il commissario, anche Rosa, Enrica, Livia e Garzo. Enrica fa voto alla Madonna di rinunciare al suo amore purché Ricciardi sopravviva. Fortunatamente Ricciardi, operato da Bruno, si riprende.
- Altri interpreti: Christiane Filangieri (Carmen Fago di San Marcello), Peppe Lanzetta (don Antonio Mansi), Leonardo Russo (Matteo Diotallevi), Orlando Cinque (Edoardo Sersale), Vittorio Gargiulo (Amedeo), Giuseppe Pirozzi (Cristiano), Emanuele Nocerino (gemello), Alessio Sansone (gemello), Giuseppe Gavazzi (Nanni), Sabatino Apicella (Vincenzo Lotti), Serena Improta (signora De Nicola), Andrea Simonetti (Cosimo Capone), Annabella Giordano (cliente di Cosimo), Claudia Lerro (Teresa), Luca Lippolis (aggressore), Maria Pinto (lattaia), Mario Fusco (marito di Carmen), Marco Monti (amico di Amedeo), Raffaele Russo (amico di Amedeo), Jacopo Lo Pio (allievo di Enrica), Francesco De Rienzo (fantasma di un contandino), Antonio Masiello (Antonio Maione), Dominique Donnarumma (Benedetta Maione), Francesco Borragine (Giovanni Maione), Matteo Cianciola (voce fuori campo di Luca Maione), Valentina Ceriello (cameriera), Giuseppe Carosella (maggiordomo), Antonio Racca (Ardisio).
- Ascolti: telespettatori 5 636 000 – share 23,2%[6].

## Vipera
1932, una settimana a Pasqua. Al Paradiso, esclusivo bordello in via Chiaia, la famosa prostituta Vipera viene ritrovata morta soffocata con un cuscino. Ricciardi chiede a Maione di scoprire chi era presente a parte la tenutaria Madame Yvonne e le altre prostitute. Il commissario sente il fantasma della ragazza pronunciare «Frustino. Frustino. Il mio frustino».
Madame Yvonne racconta che Vipera è stata trovata morta dal cavalier Ventrone, commerciante di arredi sacri. Bruno esclude che la causa del decesso sia dovuta a una pratica sadomasochistica, anche perché la ragazza indossava ancora la biancheria intima. Ricciardi chiede l'elenco di tutti i clienti presenti il giorno della morte di Vipera a Madame Yvonne, dalla quale apprende che l'ingresso laterale dei fornitori porta in cucina, perciò se fosse entrato uno sconosciuto tutti lo avrebbero visto.
Giuseppe Coppola, accompagnato dal fratello minore Pietro, spiega al commissario che lui e Maria Rosaria, vero nome di Vipera, erano vicini di casa e si amavano sin da bambini; un giorno, purtroppo, la grande bellezza della giovane attirò l'attenzione del violento sindaco del loro paese, che abusò di lei. Giuseppe la perse di vista per anni e, quando venne a sapere che aveva avuto un figlio, si dedicò con tutto sé stesso all'attività ortofrutticola di famiglia. Rincontrò Maria Rosaria mentre effettuava una consegna al Paradiso: da allora tornò da lei ogni giorno, e poco prima della sua morte le chiese di sposarlo.
Intanto Enrica confessa a don Pierino di essersi pentita del voto fatto alla Madonna, e il sacerdote la esorta a non privarsi della possibilità di essere felice.
Ventrone risulta essere l'ultimo cliente di Vipera prima della sua morte, ma sostiene di averla trovata già deceduta con un cuscino in faccia; quando corse fuori per chiedere aiuto s'imbatté in Lily, che lo accompagnò da Madame Yvonne, dopodiché gli fu consigliato di andarsene subito per evitare pettegolezzi. Egli sapeva della proposta di matrimonio ricevuta da Vipera, ma è convinto che non avrebbe mai accettato perché crede che la lussuria e il benessere le piacessero troppo per lasciare quella vita.
Ricciardi scopre da Madame Yvonne che Vipera aveva solo due clienti, i quali pagavano tutta la sua disponibilità: Ventrone (che, prima dell'arrivo di Vipera, era cliente abituale di Lily) e Giuseppe. Lily spiega al commissario che lei e Vipera non si volevano bene ma si rispettavano, e le risate che si facevano alle spalle degli uomini erano l'unica consolazione che avevano per uscire dalla galera infernale della prostituzione; quando Maione le mostra una spazzola trovata nella stanza di Vipera, Lily nega che sia sua.
Mentre pranzano, Bruno spiega a Ricciardi che Vipera aveva due costole incrinate dovute alla pressione di un ginocchio sull'addome, e di recente non aveva avuto rapporti sessuali. Al loro tavolo si aggiunge anche Livia, ma il commissario si mostra ancora molto freddo e distante nei suoi confronti, al punto da offenderla con una battuta riferita alle sue amicizie, portandola ad andarsene.
Maione viene a sapere da Bambinella che da qualche tempo il bordello ha problemi con i fornitori, che non vengono pagati: infatti Madame Yvonne paga i debiti del figlio Tullio, che ne è il sorvegliante e che gioca d'azzardo, per evitare che faccia una brutta fine come il padre. Tornando a casa Ricciardi incontra Enrica, che era andata a trovare Rosa; quest'ultima, che da un po' di tempo non si sente granché bene e soffre di tremori alle mani, informa il commissario di aver chiamato sua nipote Nelide per sostituirla quando lei non ci sarà più.
Ventrone si offre di pagare il funerale di Maria Rosaria, al quale tuttavia non presenzierà per non compromettere la propria reputazione. Durante il corteo funebre, gli squadristi con cui Ricciardi si è scontrato in precedenza iniziano a importunare le ragazze, e Bruno interviene spingendo a terra il loro capo, Mastrogiacomo. Bruno, che non ha mai fatto mistero del proprio pensiero antifascista nonostante i continui avvertimenti del commissario, risponde a una minaccia dello squadrista sputando per terra.
Lucia passa in Procura per informare il commissario e il marito che Bruno è stato rapito dai fascisti. Ricciardi si rivolge ad Achille Pivani, il quale gli suggerisce di parlare con Livia, che è sottoposta a uno stretto controllo svolto da un funzionario che nella vicenda potrebbe avere una via preferenziale. Ricciardi si scusa con Livia per essersi comportato male con lei e afferma che se la tiene lontana da lui è solo per il suo bene, poi la informa che Bruno sta per essere portato al confino a Ventotene: la supplica di contattare l'uomo che è incaricato di proteggerla, e lei accetta. Prima di andarsene, Ricciardi le rivela di non aver dimenticato ciò che c'è stato tra di loro, e Livia gli promette che scoprirà la causa delle sue sofferenze. Enrica, dopo aver visto Livia riaccompagnare a casa Ricciardi, non appena la donna si allontana prende coraggio, raggiunge il commissario e gli dà un bacio sulle labbra, per poi rientrare a casa in tutta fretta.
Madame Yvonne confida Ricciardi e Maione di ritenere che l'unico che avrebbe potuto uccidere Vipera è "Peppe 'a frusta", ovvero Giuseppe, così soprannominato dalla stessa Vipera. Ricciardi e Maione si recano a casa dei Coppola, dove prima parlano con Pietro, il quale si sarebbe dovuto sposare due mesi dopo con Ines, ma ha dovuto rimandare perché non se la sente dato che suo fratello è depresso; Giuseppe crede che sia stato Vincenzo a uccidere Maria Rosaria per averla tutta per sé, dopo aver saputo della proposta di matrimonio. Il commissario chiede a Giuseppe l'origine del suo soprannome "Peppe 'a frusta", e Giuseppe risponde che deriva dai cavalli, dei quali ora si occupa Pietro.
Fortunatamente l'intervento di Falco ha avuto buon esito e Bruno viene rilasciato. Mentre Bruno racconta un aneddoto su un carrettiere che ha posto sulla testa di una statua del Duce (non sapendo che rappresentasse lui) una parrucca fatta coi peli della coda del suo asino, Ricciardi ha un'illuminazione e insieme a Maione si reca nuovamente a casa dei Coppola per parlare con Pietro. Quest'ultimo, messo alle strette dal commissario, confessa: racconta che conosceva Maria Rosaria fin da piccolo, e che la ragazza quando vedeva lui e il fratello diceva sempre «Eccoli qua, Peppe 'a frusta avanti e 'o frustino appresso»; da quando rivide Maria Rosaria al bordello, Giuseppe smise di lavorare e iniziò a spendere tutti i loro soldi per lei, dicendo al fratello che lui e Ines non si sarebbero sposati; Pietro andò da Maria Rosaria per sapere se intendesse sposare o meno il fratello, e quando lei rispose di sì e che avrebbe aspettato Pasqua per dirglielo, lui, temendo che il denaro rimasto non sarebbe potuto bastare per il suo matrimonio con Ines, afferrò il cuscino e la soffocò. La spazzola ritrovata era in realtà la striglia per cavalli usata da Pietro.
Enrica confida a Rosa di credere che ci sia qualcosa che trattenga Ricciardi dall'esprimerle apertamente i propri sentimenti, e la governante le spiega che la baronessa Marta, madre del commissario, temeva che il figlio soffrisse del suo stesso male. Ricciardi accompagna Livia a una serata al San Carlo, al termine della quale, riaccompagnandolo a casa, lei gli dà un bacio; Enrica, affacciata alla finestra, li vede e ci rimane male.
- Altri interpreti: Gea Martire (Madame Yvonne), Emanuele Vicorito (Giuseppe Coppola), Daniela De Vita (Vipera / Maria Rosaria Cennamo), Nicoletta D'Addio (Lily / Bianca Palumbo), Vincenzo Antonucci (Pietro Coppola), Fabrizio La Marca (Vincenzo Ventrone), Renato De Simone (Tullio), Fiorenza Calogero (Marietta / Maria Fusco), Alessia Tagliaferro (Vipera a 14 anni), Antonio Agerola (figlio di Ventrone), Francesco D'Agostino (Simoncelli), Francesco Verde (fascista), Gaetano Amato (fascista), Carmine Paudice (guardia fascista del porto), Fernando Cannelora (Gennarino, figlio di Vipera), Matteo Chietti (Giuseppe a 16 anni), Vincenzo Solla (giocatore nell'osteria), Nello Nappi (cuoco), Armando Merenda (oste), Massimo Menichini (impiegato dell'università), Alessandro Marzano (fantasma del bambino sul balcone), Vittoria Viglietti (piccola fioraia), Francesco Bellone (Ricciardi a 15 anni), Giuseppe Lanino (Achille Pivani), Valentina Ceriello (cameriera), Antonio Racca (Ardisio), Antonio Ruggieri (fotografo forense), Valerio Carabellese (sindaco), Maria Grazia Buono (Ines), Maria Chiara Carrino (prostituta), Rouge Cuomo (prostituta), Claudia Esposito (prostituta), Francesca Hasson (prostituta), Francesca Poupeé (prostituta), Nico Radice (prostituta), Luisanna Taranto (prostituta), Marco Esposito (Mastrogiacomo), Salvatore Lippolis (squadrista), Antonio Russo (squadrista), Giuseppe Ucciero (squadrista).
- Ascolti: telespettatori 5 816 000 – share 23,88%[7].

## In fondo al tuo cuore
Luglio. Mentre la città è in fermento per l'imminente celebrazione della Festa della Madonna del Carmine, viene ritrovato il corpo del noto ginecologo Tullio Iovine del Castello, morto dopo essere caduto dalla finestra del suo studio. Ricciardi sente il fantasma dell'uomo pronunciare «L'amore è Sisinella. Sisinella è l'amore».
Sulla scrivania del ginecologo vengono trovati due anelli, uno con inciso all'interno il nome della moglie Maria Carmela per il suo onomastico, l'altro con inciso "Sisinella", oltre alla ricevuta di pagamento. Si ipotizza che l'omicida possa essere un ex guappo, Giuseppe detto "Peppino il Lupo", l'infuriato marito di una primipara che è stata operata da Iovine ed è morta durante il parto; la figlia però è sopravvissuta. Ricciardi e Maione comunicano la notizia della morte alla vedova di Iovine, secondo la quale il marito non aveva alcuna ragione per suicidarsi.
Rosa presenta al commissario sua nipote Nelide, che la sostituirà. Intanto Enrica, nell'inutile tentativo di dimenticarsi di Ricciardi (credendo erroneamente, avendolo visto insieme a Livia, di non essere ricambiata), accetta di insegnare presso una colonia estiva a Ischia; durante una gita in spiaggia, la ragazza fa la conoscenza del maggiore tedesco Manfred Kaspar von Brauchitsch, il quale ne rimane affascinato e inizia a corteggiarla.
L'orefice Nicola, autore dei due anelli trovati nello studio del medico, afferma di aver notato nel corridoio un giovane uomo che sembrava in attesa. Bambinella spiega a Maione che "Sisinella" è il nome della nuova amante di Iovine, il cui vero nome è Teresa, che prima di conoscerlo faceva la prostituta e che ora vive in un appartamento compratole dal medico. Bambinella non conosce però l'indirizzo della ragazza, già chiestogli da Giuseppe, furioso perché Iovine, il giorno in cui sua moglie Rosina si sentì male mentre stava per partorire, era insieme all'amante; sa inoltre che da un po' di tempo Teresa ha un nuovo fidanzato, suonatore di pianino. Giuseppe conferma questi fatti a Ricciardi e Maione, aggiungendo di aver mandato i suoi amici a cercare il medico per tutta Napoli, e che quando lo trovarono per sua moglie purtroppo non ci fu più nulla da fare; l'uomo ammette che per la furia aveva provato ad aggredire Iovine, ma che non è stato lui a ucciderlo perché si trovava insieme alla figlia neonata, come possono confermare i suoi familiari e la gente del quartiere.
Ricciardi e Maione parlano con Teresa, la quale ammette di aver iniziato da tempo una relazione con Salvatore, che suona per strada al Vomero (per questa ragione aspettava il momento giusto per dire a Iovine che voleva lasciarlo), il quale si trovava con lei la notte dell'omicidio. Dopo essere stati alla bottega di Nicola (dove la svagata madre di quest'ultimo accenna alla sua fidanzata tornata dopo tanto tempo), Ricciardi e Maione tornano da Maria Carmela, la quale fa intendere di essere a conoscenza della tresca del marito e presenta loro il figlio Federico; successivamente interrogano Salvatore, che vede Teresa ancora come una «puttana», sebbene gli facesse comodo frequentarla soprattutto per i soldi che la ragazza gli dava dopo averli ricevuti da Iovine.
Nel frattempo, le condizioni di Rosa si aggravano al punto da essere ricoverata in ospedale a causa di una crisi apoplettica, che Bruno teme possa evolversi in un'emorragia cerebrale. Rosa immagina di dialogare con la madre di Ricciardi, la baronessa Marta, assicurandole che da ora in poi suo figlio verrà assistito da sua nipote Nelide; Marta afferma che suo figlio è solo perché sa quanto è difficile amare quando si vive con la dannazione che ha afflitto lei o poi lui, ma, quando Rosa le chiede di cosa si tratta, risponde che è meglio non saperlo dato che non capirebbe.
Livia decide di organizzare un ricevimento in grande stile la sera della Madonna del Carmine, durante il quale tornerà a cantare dopo molto tempo, suscitando l'entusiasmo di Falco, che le rivela di essere suo grande ammiratore e di aver chiesto, per questo, di essere lui a sorvegliarla.
Maione raggiunge Teresa, la quale ha lasciato Salvatore poiché rimasta profondamente ferita e delusa dalla considerazione che ha di lei e ha deciso di andarsene dalla città per rifarsi una vita secondo le sue regole, e le dà l'anello con inciso il suo nomignolo. Renato spiega al commissario che Iovine è sempre stato molto determinato e ambizioso, che era il pupillo del dottor Albese, il quale morì di cuore ancora giovane, e ne sposò la moglie, Maria Carmela. Ricciardi e Maione vengono chiamati con urgenza da Sergio, l'assistente di Nicola: quest'ultimo infatti si è suicidato impiccandosi. Ricciardi sente il suo fantasma pronunciare «In fondo al tuo cuore». Ultimamente Sergio aveva visto Nicola sorridere, cosa che non faceva mai, e lavorare a un ex voto d'oro a forma di cuore sormontato da una fiamma; l'ultimo lavoro completato prima della morte erano i due anelli per Iovine, subito dopo la visita di una signora col volto coperto da una veletta, alla quale Nicola disse «Domani non ci sono piroscafi che partono», ma da lì iniziò a rifiutare altri lavori. Nella bottega viene rinvenuto un biglietto con su scritto «Finalmente posso partire».
Maione, che per un po' ha temuto che Lucia si vedesse di nascosto con l'avvocato Pianese, viene rassicurato da Bambinella sul fatto che in realtà lui ha intrecciato una torbida relazione con una marchesa, e che Lucia si è fatta assumere nella sartoria del palazzo dove abita l'avvocato, lavorando due ore nel pomeriggio per portare a casa un po' più di denaro (aveva infatti scoperto un libretto del marito dove erano redatte le spese).
Osservando i preparativi per la Madonna del Carmine, Ricciardi ricorda che nella bottega di Nicola vi era un'effigie, pensando che avesse fretta di terminare l'ex voto prima della festa. Recatosi con Maione alla Basilica del Carmine, Ricciardi visiona gli ex voto ancora da esaminare prima dell'esposizione: uno di essi è proprio quello a cui stava lavorando Nicola, e voltandolo il commissario scopre inciso il nome di Maria Carmela.
Interrogata a casa propria, Maria Carmela racconta che quando erano bambini lei e Nicola spesso andavano al porto per vedere partire i piroscafi verso l'America. Tutti dicevano che erano destinati a stare insieme, ma dopo che Maria Carmela ebbe l'opportunità di ricevere un'ottima istruzione grazie a una ricca zia, tornò diversa, s'innamoro e sposò il dottor Albese. Rosario morì quando Maria Carmela era incinta di tre mesi, e fu allora che Iovine iniziò a frequentarla e corteggiarla; a un certo punto Maria Carmela perse il bambino, e alla fine sposò Iovine, perché grazie alle sue conoscenze sapeva che anche lui avrebbe fatto carriera e lei avrebbe continuato a vivere bene. Quando vennero a cercarlo a casa e lui non c'era ebbe la certezza che la tradiva, e quando il giorno dopo gliene chiese conto lui disse di essersi innamorato; Maria Carmela non ne fu gelosa ma offesa, perché non era stato mai capace di amare neppure loro figlio, mentre ora si diceva travolto dall'amore per quella donna. Quando Maria Carmela minacciò di rovinargli la reputazione, Iovine rise e le rivelò una scioccante verità: fu lui a uccidere Rosario aggiungendo ogni giorno alla sua tisana alcune gocce di un estratto vegetale, una dose letale per un cardiopatico; inoltre, non volendosi fare carico del figlio di un altro, fu sempre lui a farla abortire avvelenando anche la sua tisana. Iovine sostenne che lei non poteva dimostrare nulla, ma che ora sapeva di cosa era capace e che tutto doveva rimanere come prima, altrimenti avrebbe rovinato lei e loro figlio. Allora Maria Carmela andò a trovare Nicola, che nonostante tutti quegli anni la aspettava ancora; lo baciò e si sentì rispondere che c'era solo lei in fondo al suo cuore. È stato Nicola a uccidere Iovine su sua tacita richiesta, poi togliendosi la vita pur di scagionarla fino in fondo, infliggendole la condanna più dura che potesse immaginare.
Giulio, padre di Enrica, dopo aver ricevuto alcune lettere dalla figlia decide di parlare faccia a faccia con Ricciardi e gli fa capire che Enrica viene corteggiata da un altro uomo ma che è combattuta perché prova ancora dei sentimenti per lui. Giulio incoraggia il commissario a chiarirsi con Enrica, prima che entrambi si pentano rischiando di vivere una vita infelice, e gli lascia un biglietto con l'indirizzo della figlia. Purtroppo Rosa, dopo una lunga agonia, muore. Al ricevimento di Livia, di fronte agli ospiti lei canta Passione, continuando a guardarsi intorno nella speranza di scorgere Ricciardi e rimanendoci piuttosto male nel capire che non è lì. Mentre passeggiano insieme, Manfred mostra a Enrica un suo ritratto e le dice di voler costruire una famiglia insieme a lei e, proprio quando la ragazza sta per dirgli che è innamorata di un altro, lui la bacia; Ricciardi, giunto alla spiaggia pochi attimi prima, li osserva tristemente.
- Altri interpreti: Chiara Conti (Marta Ricciardi), Martin Gruber (Manfred Kaspar von Brauchitsch), Veronica D'Elia (Nelide), Luigi Iacuzio (Nicola Coviello), Maria Angela Robustelli (Maria Carmela Iovine), Roberto Cardone (Tullio Iovine del Castello), Rossella Di Lucca (Carla Di Meglio), Viviana Altieri (Teresa Luongo), Ettore Nigro (Giuseppe Graziani), Roberto Solofria (Renato Rispoli), Carolina Attena (Ada Coppola), Davide Schiavo (Guglielmo Franzi), Diego Sanchez (Salvatore Cortese), Valerio Largo (Ferdinando Pianese), Giovanna Capone (madre di Nicola), Rodolfo Fornario (Pollio Vitale), Vincenzo Messina (Sergio Esposito), Antonio D'Avino (Giambattista Fanelli), Salvatore Sannino (frate Bartolomeo), Azzurra Mennella (Maria Carmela a 11 anni), Valerio Saggese (Nicola a 11 anni), Filippo Esposito (Federico Iovine), Antonio Masiello (Antonio Maione), Dominique Donnarumma (Benedetta Maione), Francesco Borragine (Giovanni Maione), Valentina Ceriello (cameriera), Giuseppe Carosella (maggiordomo), Antonio Racca (Ardisio), Antonio Ruggieri (fotografo forense).
- Ascolti: telespettatori 5 908 000 – share 24,73%[8].